# Michael Bjørn Hansen
Michael Bjørn Hansen (født 1945) er en dansk advokat og skatteekspert.
I 2010 udgav han bogen Hvad må politiet?, der blev genudgivet i 2011 under titlen Dig og politiet.
I 1984 var Michael Bjørn Hansen medstifter af Cafe Krasnapolsky, hvor han var medlem af ledelsen til 1996.

## Politisk virke
Michael Bjørn Hansen var medlem af Socialdemokratiet, men udmeldte sig i 2002. Udmeldelsen skete efter eget udsagn for at komme en eksklusion i forkøbet, idet Michael Bjørn Hansen havde udtalt sig meget kritisk om det samarbejde med de konservative flertal i Gentofte Kommune, som de socialdemokratiske medlemmer af kommunalbestyrelse havde indledt. Efter udmeldelsen meldte han sig ind i Enhedslisten. Michael Bjørn Hansen havde tidligere ved Kommunalvalget 2005 stillet op for Enhedslisten i Gentofte. Michael Bjørn Hansen har siden meldt sig ud af Enhedslisten.

## Kontroverser

### Falsk titel
I 2009 fik han kritik fra Københavns Universitet, fordi han i et brev til politikeren Trine Pertou Mach havde betegnet sig som "lektor i strafferet ved Det Juridiske Fakultet, Københavns Universitet", da han var "ekstern lektor", dvs. ikke fastansat, ved Københavns Universitet.

### Sagsanlæg mod jurastuderende
I 2015 klagede jurastuderende og radikal politiker Kristian Hegaard over sin underviser Michael Bjørn Hansen. Kort efter blev Kristian Hegaard sagsøgt af Michael Bjørn Hansen for æreskrænkelser. Michael Bjørn Hansen tabte sagen ved retten i Helsingør. 

## CV
- Realeksamen, Frederiksborg Statsskole, Hillerød.
- Studentereksamen, Statens og Hovedstadskommunernes Studenterkursus.
- Tilsynsværge ved Forvaringsanstalten i Herstedvester, 1966 – 1971.
- Formand for Studentersamfundet, 1968-72.
- Cand.jur. Københavns Universitet, 1978.
- Manuduktør i strafferet på jurastudiet Københavns Universitet, 1978 – 2016.
- Undervisningsassistent/ekstern lektor i skatteret Københavns Universitet 1982 – 2016.
- Lærer i obligationsret og ejendomsret ved Skatteforvaltningens Etatsuddannelse, 1980 – 1987.
- Medlem af Det Retsvidenskabelige Studienævn ved Københavns Universitet, 1979 – 1982.
- Medlem af Konsistorium for Københavns Universitet, universitetets øverste ledelse, 1985 – 1993.
- Ansat i Statsskattedirektoratet, 1978 – 1989.
- Administrator for Andelsboligforeningen ”Skt. Gjertrud”, 1980 – 1983.
- Advokatfuldmægtig på deltid Advokatfirma Harlang, Nyborg og Rørdam, 1984 – 1987.
- Formand for de akademiske medarbejdere (overenskomstansatte) i Statsskattedirektoratet, 1983 – 1987.
- Medlem af Djøfs repræsentantskab, 1981 – 1987.
- Kontorchef i Statsskattedirektoratet, 1987 – 1989.
- Kontorchef i Told- og Skattestyrelsen, 1990 – 1998 og 2000 – 2005.
- Viceregionschef Told- og Skatteregion Helsingør, 1998 – 2000.
- Formand for de akademiske chefer i Told- og Skattestyrelsen, 1998 – 2002.
- Kontorchef i SKAT, 2005 – 2008.
- Medstifter af og medejer af Cafe Krasnapolsky ApS, 1984 – 1996.
- Medstifter af og medejer af Cafe U-Matic ApS, 1986 – 1996.
- Direktionsmedlem af Cafe Tokanten ApS, 1987 – 1988.
- Direktionsmedlem af Cafe Montmartre ApS, 1992 – 1993.
- Bestyrelsesformand for Erhvervshistorisk Bureau ApS, 1986 – 2000.
- Medlem af Skatteankenævnet for Gentofte Kommune, 1994 – 2006.
- Formand for Skovshoved Terrasse Vinterbadning, 1996 – 2005.
- Aktiv i Morgan Club of Denmark, 2000 – 2002.
- Administrator for Skovshoved Garage Compagni, 1995 – stadig (2012)

## Udgivelser
- Vesterport. En by i byen, 1990, eget forlag.
- Krasnapolsky. Ti års cafeliv, Per Kofods Forlag 1994.[5]
- Hvad må politiet, Nyt Juridisk Forlag 2010.[6]
- Dig og politiet, Nyt Juridisk Forlag 2011.[7]